# Serie HP-10C
Las calculadoras de la serie HP-10C fueron introducidas por Hewlett-Packard en 1981. Todas eran programables y usaban notación polaca inversa (RPN). Tenían una apariencia casi idéntica, y cada modelo proporcionó diferentes capacidades y estaban dirigidos a usuarios de diferentes mercados.
La serie 10C de calculadoras HP consistió de cinco modelos:
- HP-10C - calculadora económica de rango bajo. ($80 1982-1984)
- HP-11C - calculadora básica. ($135 1981-1989)
- HP-12C - calculadora financiera. ($150 1981-presente)
- HP-15C - calculadora avanzada. ($135 1982-1989)
- HP-16C - calculadora del programador. ($150 1982-1989)

## El HP-10C

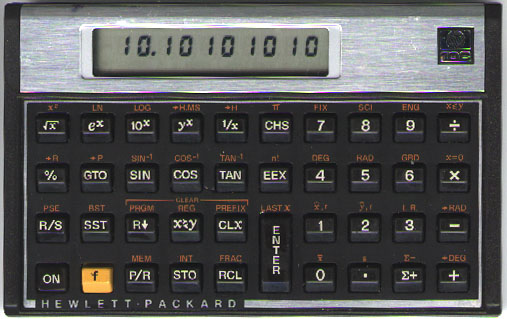
HP-10C

Aunque su número 10C sugeriría un origen más temprano, el HP-10C fue la última calculadora y la que tenía menos características de esta línea. El 10C era una calculadora científica básica programable. Diseñada para ser una calculadora introductoria, seguía siendo relativamente costosa comparada con la competencia, y muchos que buscaban una calculadora HP terminaban dando un paso adelante y compraban el HP-11C, una útil calculadora RPN de propósito general, que ofrecía el doble de la capacidad por solamente un leve aumento en el precio. Las pobres ventas del HP-10C condujeron a una muy corta vida en el mercado.

## El HP-12C

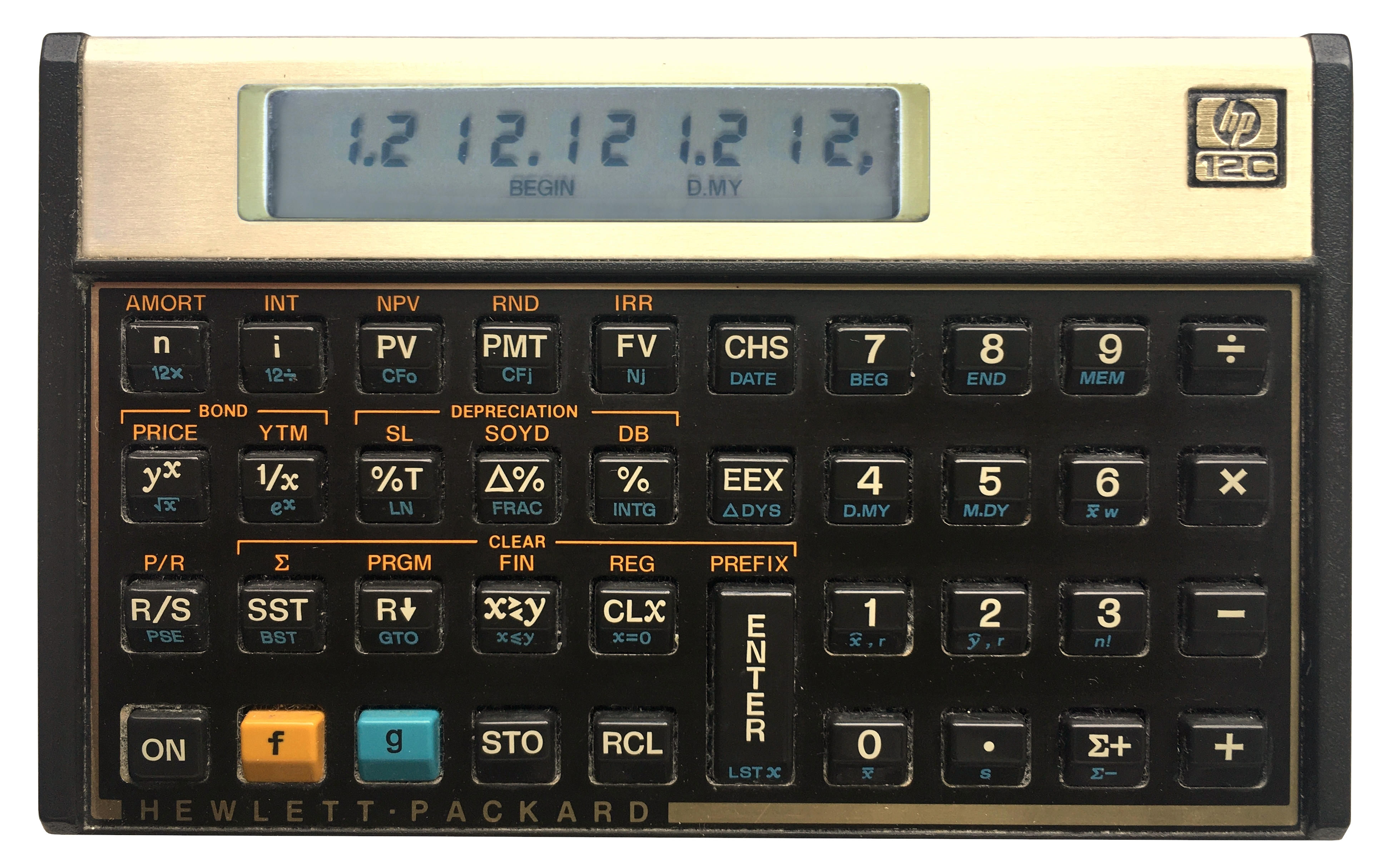
HP-12C

El HP-12C es una popular calculadora financiera. Fue un modelo tan exitoso que Hewlett-Packard lo rediseñó completamente desde cero, agregando nuevas funciones, e introduciendo el HP-12C Platinum en 2003.
El HP-12C es el producto mejor vendido y por más tiempo de HP, en producción continua desde su introducción en 1981. Debido a su operación simple para los cálculos financieros claves, desde hace tiempo la calculadora se convirtió en el estándar de facto entre los profesionales financieros, por ejemplo, Goldman Sachs facilita HP-12Cs a los miembros de cada nueva clase entrante de sus analistas y asociados. Su popularidad ha aguantado a pesar del hecho de que incluso un proceso relativamente simple pero iterativo como la amortización del interés sobre la vida de un préstamo, un cálculo que las hojas de cálculo modernas puedan completar casi inmediatamente, puede tomar más de un minuto con el HP-12C.
Las últimas calculadoras financieras HP son muchas veces más rápidas y tienen más funciones, pero ninguna ha sido tan exitosa. El modo de programación del HP-12C es muy intuitivo y trabaja como una operación macro en una computadora. Básicamente, las teclas que se presionarían en el modo de cálculo para llegar una solución son entradas en el modo de programación junto con operadores lógicos (IF, AND, etc.) necesarios. Después de que la programación está completa el macro correrá en el modo de computación para guardar los pasos de usuario y para mejorar la exactitud. En el HP-12C hay 99 líneas de memoria programable, pero en el HP-12C Platinum hay disponibles 400 líneas de memoria de programa.
A lo largo de su vida útil, la tecnología de los procesadores se ha mejorado para integrar toda la circuitería en un solo chip y para refrescar el proceso de fabricación (a medida que termina la vida de los viejos procesos de densidades). Sin embargo, a finales de los años 1980, el estudio de mercado de HP encontró que los usuarios no confiaban en los resultados obtenidos demasiado rápidamente y por ello la velocidad del CPU nunca fue mejorada de los alrededor de 200 kHz originales. A finales de los años 1990, el CPU fue cambiado a un proceso de 3V y la batería fue cambiada a una sola celda 3V.
El HP-12C es una de las solo tres calculadoras permitidas en los exámenes Chartered Financial Analyst, las otras son la BA II Plus y la BA II Plus Professional de Texas Instruments.
Hay dos versiones del HP-12C Platinum. Las primeras versiones no tenían paréntesis. Esto condujo a menudo a secuencias incómodas de teclas para solucionar problemas en el modo algebraico. Versiones más recientes del HP-12C Platinum tienen paréntesis, como funciones de cambio azules de las teclas STO y RCL.
Hewlett Packard hace disponible en su sitio web, como PDF, un libro de soluciones para el HP-12C/HP-12C Platinum.

## El HP-11C y el HP-15C

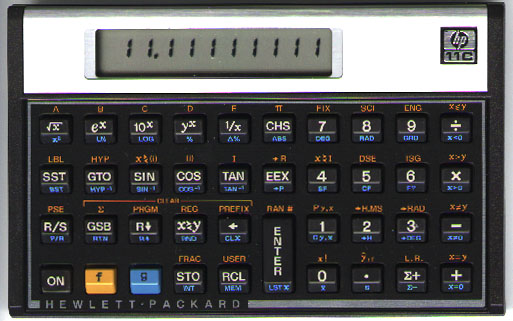
HP-11C

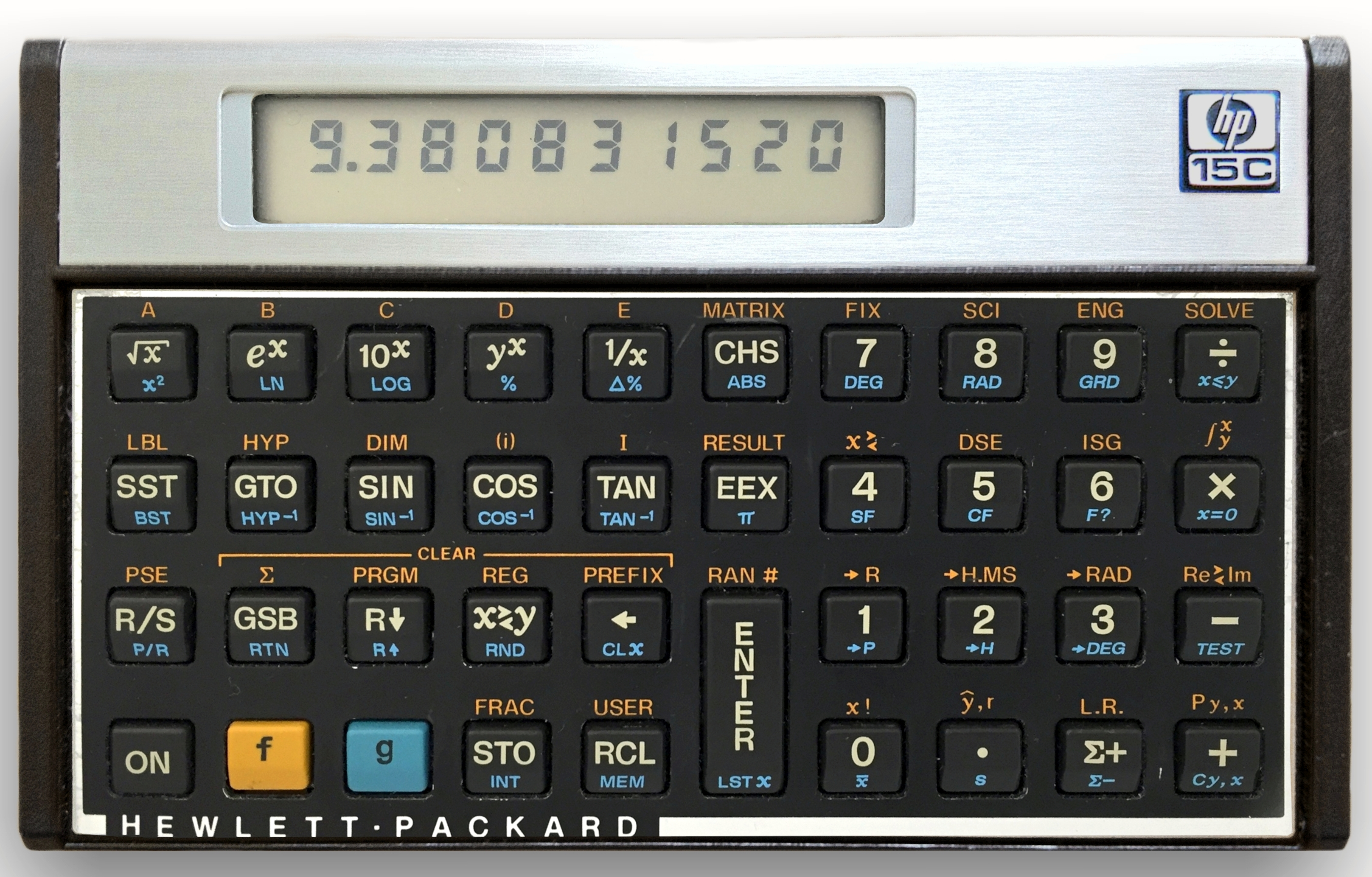
HP-15C

El HP-11C era una calculadora científica programable de rango medio.
El HP-15C era una calculadora científica programable de alto nivel con solucionador de raíces de ecuaciones e integración numérica. Podía manejar números complejos y operaciones con matrices. Aunque está fuera de producción, su popularidad ha conducido a precios altos en el mercado de segunda mano y a una petición en que solicitaban a HP reiniciar la producción.

## El HP-16C

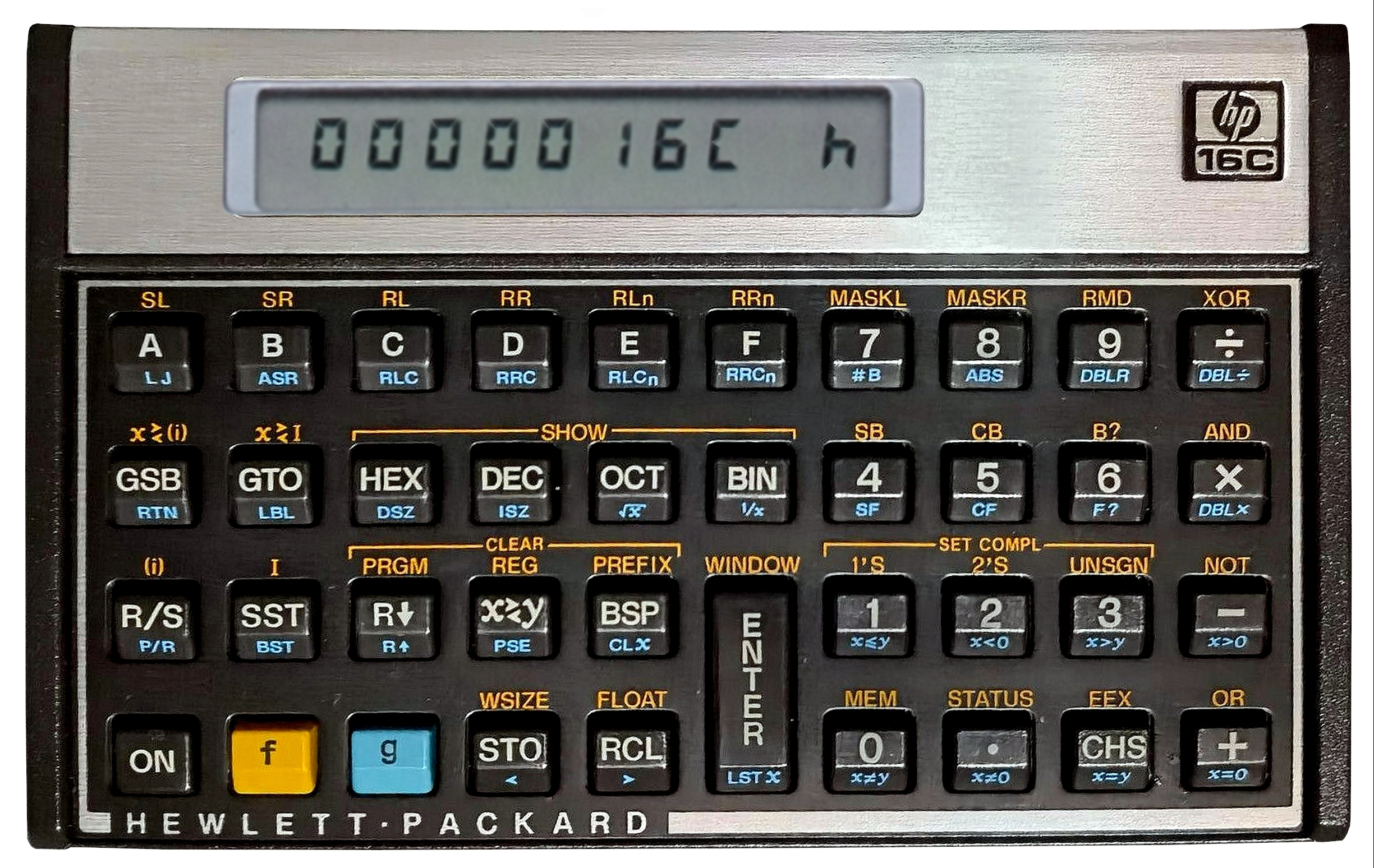
HP-16C

El HP-16C era una calculadora para el programador, diseñada para asistir en la depuración de errores. Podía exhibir números en hexadecimal, decimal, octal y binario, y a hacer conversiones de un sistema a otro. Para acomodar números binarios largos, la pantalla actuaba como una 'ventana' que se podía desplazar a la izquierda o a la derecha. Para consistencia con la computadora con que el programador estaba trabajando, el tamaño de la palabra podía ser fijado a diferentes valores desde 1 a 64 bits. Las operaciones aritméticas binarias se podían realizar como complemento a 1 o a 2, sin signo. Esto permitió a la calculadora emular la computadora del programador. Un número de funciones especializadas fueron proporcionadas para asistir al programador, incluyendo desplazamiento (SHIFT) a la izquierda y a la derecha, enmascarado (MASK), y operaciones lógicas de bits (bitwise). Las ventas fueron pobres, y no se ha vuelto a hacer ninguna calculadora similar.
Aunque después de la HP-16C HP nunca ha vuelto a hacer otra calculadora específica para programadores, las HP modernas más potentes tienen comandos que incluyen la mayor parte de las operaciones disponibles en la HP-16C. Por ejemplo las calculadoras de las series HP-48 disponen de un objeto que es un número binario que puede ser mostrado y creado en decimal, hexadecimal, octal o binario, y todas las operaciones de aritmética binaria (suma, resta, multiplicación y división entera binarias, la negación en complemento a 2, todas ellas contemplando la posibilidad de un acarreo/desbordamiento y sus consecuencias, pues es indispensable para la aritmética binaria) así como las operaciones lógicas a nivel de bit (AND, OR, XOR, complemento a uno), rotación y traslación de bits (ASR, RL, etc) están disponibles. Incluso el tamaño de palabra puede ser seleccionado entre 1 y 64 bits para todas esas operaciones (obviamente el tamaño de palabra afecta y condiciona el resultado de las operaciones) como en la HP-16C. En cierto sentido podemos decir que todas esas calculadoras modernas y potentes de HP heredan esos comandos y el entero binario con un tamaño de palabra seleccionable entre 1 y 64 bis de la HP-16C, como la calculadora orientada a programadores primigenia.

## Emuladores
Muchas personas y compañías hacen softwares emuladores de las calculadoras 15C y 12C para Microsoft Windows, Linux, PalmPilots, PDAs, y smartphones.
- Nonpareil, an open-source HP calculator emulator supports Voyager (HP-1xC) ROMs
- nonpareil for Mac OS X
- MXCalc from 3grtech
- Lygea
- HP-12C emulator in Javascript
- HP-15C simulador para Windows (XP y siguientes), Mac OS X (Intel) y Linux (x86)